# جی‌ام‌دی جی‌اف۶سی
جی‌ام‌دی جی‌اف۶سی (انگلیسی: GMD GF6C) یک لوکوموتیو الکتریکی ساخت شرکت جنرال موتورز دیزل بوده است.
این لوکوموتیو که مابین سال‌های ۱۹۸۳ تا ۱۹۸۴ تولید می‌شده دارای ۱۸۰٬۰۰۰ کیلوگرم وزن و ۶٬۰۰۰ اسب بخار توان خروجی بوده است.